# مدل درآمدی
مدل درآمدی (به انگلیسی: Revenue model) یک جزء کلیدی از مدل کسب و کار است.
هر کسب و کاری از ابتدای حیات خود نیاز به درآمدزایی دارد. در واقع یکی از دلیل به وجود آمدن کسب و کارها درآمدزایی است. شرکت‌های کوچک و بزرگ برای کسب درآمدهای کم و زیاد نیاز به برنامه‌ریزی و آگاهی نسبت به مدل‌های مختلف درآمدی دارند. عدم آگاهی نسبت به روش کسب درآمد می‌تواند موجب کوچک ماندن، کوچک شدن و حتی شکست کسب و کار شود. بسیاری از برندهای مطرح دنیا دارای چندین مدل درآمدی هستند؛ که آگاهی از روش‌های درآمدزایی و مدل‌های درآمدی آن‌ها نیازمند بررسی و مطالعه دارد. در ادامه برخی از انواع مدل‌های درآمدی به همراه موارد مطالعاتی داخلی و خارجی مورد بررسی قرار گرفته‌است. با داشتن یک مدل درآمدی واضح، یک کسب و کار می‌تواند روی یک بازار هدف تمرکز کند، برنامه‌های توسعه ای برای محصولات و خدمات خود داشته باشد. برنامه بازاریابی خود را تدوین کند، در راستای ایجاد اعتباری و جذب سرمایه گام بردارد.
به‌طور کلی یک مدل درآمدی، یک چارچوب برای به دست آوردن درآمد است. مدل درآمدی مشخص می‌کند:
1. کدام منبع درآمدی برای پیگیری مناسبت است؟
2. چه چیز ارزش پیشنهاد دادن دارد؟
3. چگونه ارزش‌ها قیمت‌گذاری می‌شوند؟.
4. چه کسی برای ارزش‌ها پول پرداخت می‌کند؟[۳]